# Minibiotus subintermedius
Minibiotus subintermedius är en djurart som tillhör fylumet trögkrypare, och som först beskrevs av Giuseppe Ramazzotti 1962.  Minibiotus subintermedius ingår i släktet Minibiotus och familjen Macrobiotidae. Inga underarter finns listade i Catalogue of Life.